# Robert Williams (syndicalist)
Robert Williams (Swansea, 1881 - 1 februari 1936) was een Brits syndicalist en politicus voor Labour, de CPGB en National Labour.

## Levensloop
Tevens was hij van 1920 tot 1925 voorzitter van de International Transport Workers' Federation (ITF). Hij volgde in deze hoedanigheid de Duitser Hermann Jochade op, zelf werd hij opgevolgd door zijn landgenoot Charlie Cramp.
- Bibliothèque nationale de France: cb16684824v (data)
- International Standard Name Identifier: 0000 0000 8398 2900
- Library of Congress Control Number: nb2013001466
- Nationale Bibliotheek van Tsjechië: skuk0005955
- Virtual International Authority File: 306216952